# Elecciones federales de Canadá de 1900
La elección federal canadiense de 1900 fue llevada a cabo el 7 de noviembre para elegir a miembros de la Cámara de los Comunes canadiense del 9.º Parlamento de Canadá. Como resultado de las elecciones, el Partido Liberal, liderado por el primer ministro Wilfrid Laurier, fue reelegido a un segundo gobierno mayoritario, derrotando al Partido Conservador y los Liberal-Conservadores encabezados por Charles Tupper.